# Gare de Bréval
Gare de Bréval vasútállomás Franciaországban, Bréval településen.

## Vasútvonalak
Az állomást az alábbi vasútvonalak érintik:
- Mantes-la-Jolie–Cherbourg-vasútvonal

## Kapcsolódó állomások
A vasútállomáshoz az alábbi állomások vannak a legközelebb:
- Gare de Mantes-la-Jolie
- Gare de Bueil